# Palmadusta ziczac
Palmadusta ziczac là một loài ốc biển, là động vật thân mềm chân bụng sống ở biển trong họ Cypraeidae, họ ốc sứ

## Phân loài và formae
- Palmadusta ziczac misella (Perry, 1811) [2]
- Palmadusta ziczac ziczac signata (f) Iredale, T., 1939 [3]
- Palmadusta ziczac ziczac undata (f) (Lamarck, J.B.P.A. de, 1810) [4]
- Palmadusta ziczac vittata (Deshayes, G.P., 1831) [5]

## Miêu tả
Loài này có kích thước giữa 8mm và 26mm.

## Phân bố

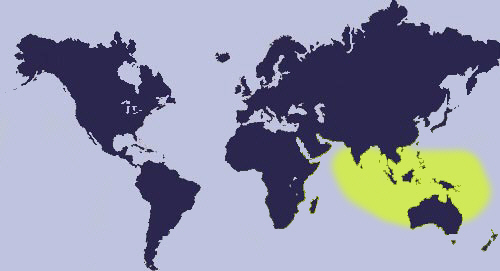
Bản đồ phân bố của Palmadusta ziczac

Chúng phân bố ở Biển Đỏ và ở Ấn Độ Dương dọc theo Aldabra, Chagos, the Comoros[[, East Coast của Nam Phi, Kenya, Madagascar, vùng bể Mascarene, Mauritius, Mozambique, Réunion, Seychelles, Somalia, và Tanzania và ở Thái Bình Dương dọc theo Melanesia và Úc.

## Hình ảnh

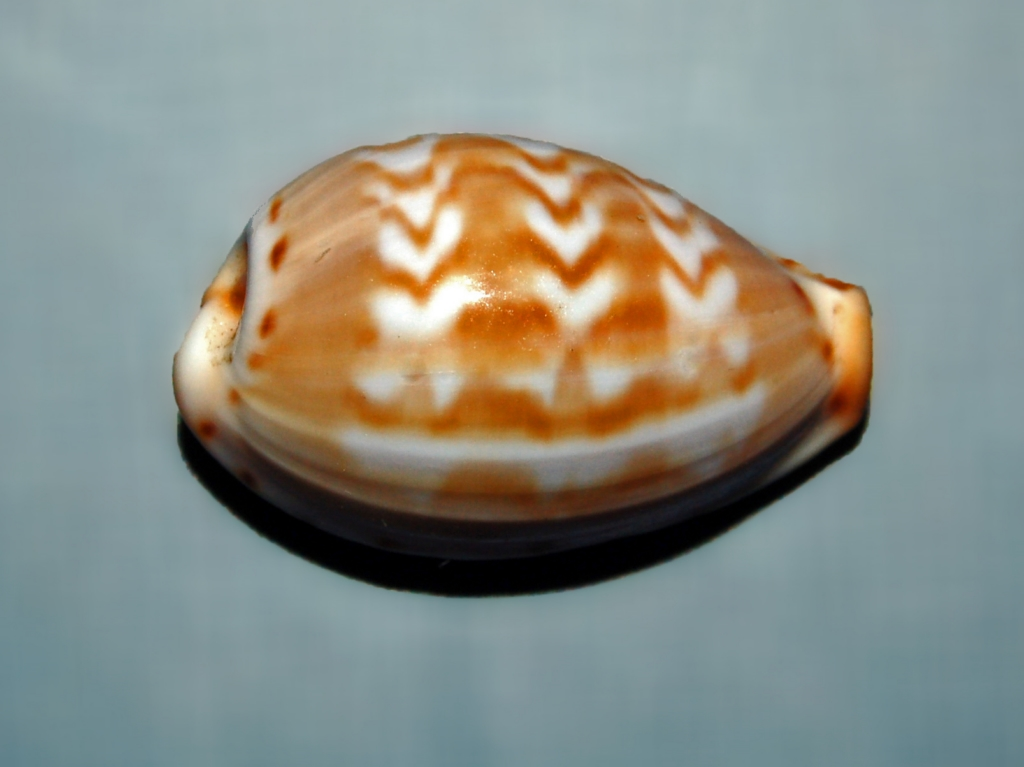
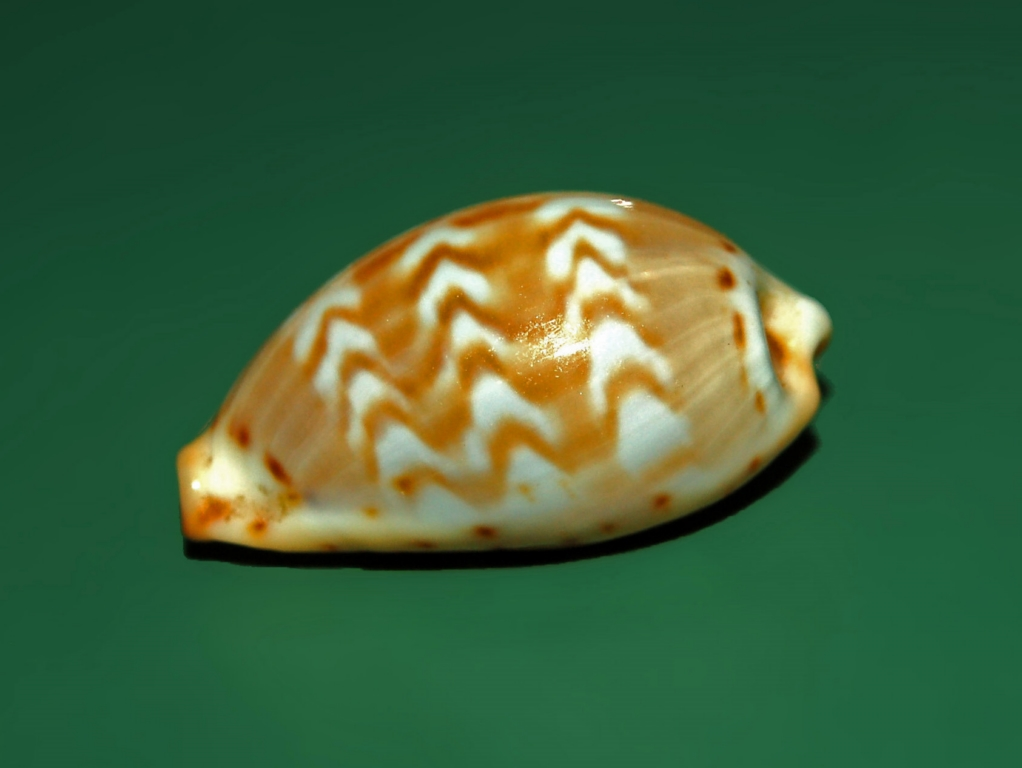
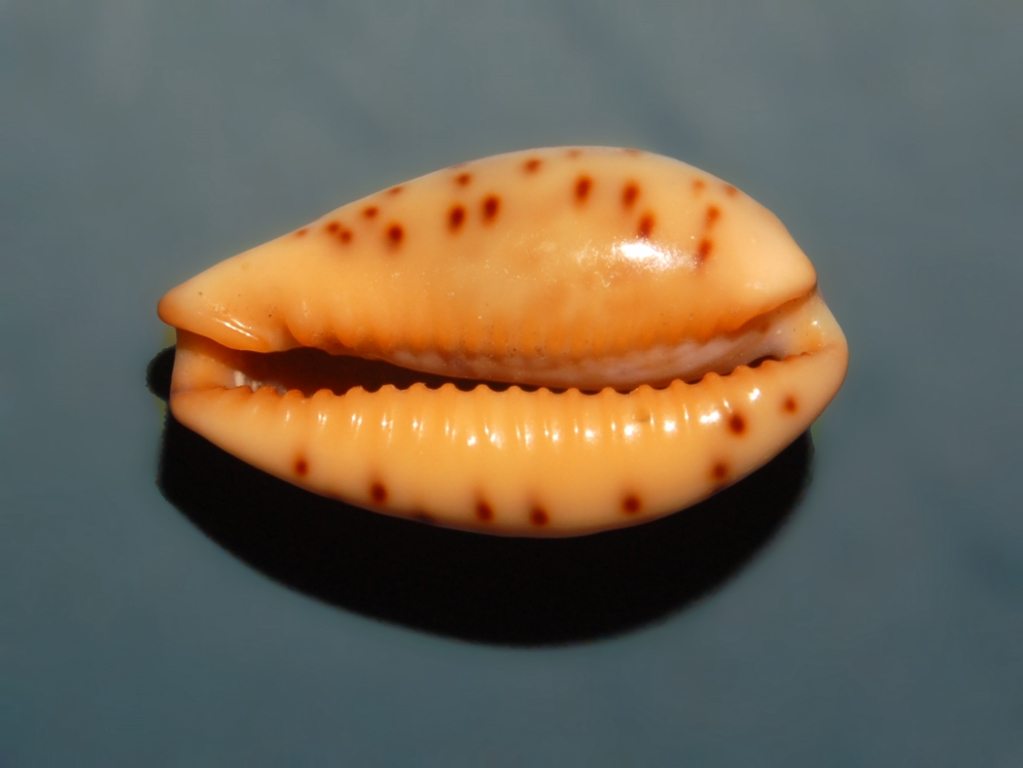